# 13 de novembre
El 13 de novembre o 13 de santandria és el tres-cents dissetè dia de l'any del calendari gregorià i el tres-cents divuitè en els anys de traspàs. Queden 48 dies per finalitzar l'any.

## Esdeveniments
Països Catalans
- 1137, Regne d'Aragó: Excepte el títol de rei, Ramir II cedeix tots els seus drets i prerrogatives a Ramon Berenguer IV, el qual passarà a ostentar el títol de príncep dominador d'Aragó.
- 1842, Barcelona: s'hi esdevé una revolta a contra la política fiscal del general Espartero.
- 1951, la Pobla de Segur, Pallars Jussà: Hi arriba el ferrocarril.[2]
- 1976: Primer concert del grup de rock La Banda Trapera del Río, de Cornellà de Llobregat. Es considera aquesta data com la de la fundació del grup.[3]
- 2001, Barcelona: Desenes de milers d'estudiants es manifesten contra la Llei Orgànica d'Universitats (LOU).[4]
- 2003, Barcelona: En un multitudinari míting al Palau de Sant Jordi de la campanya electoral que portà Pasqual Maragall a la Generalitat, Rodríguez Zapatero promet donar suport a la reforma de l'Estatut de Catalunya que aprovi el Parlament de Catalunya.
- 2007, Barcelona: Estrena de l'adaptació teatral de La plaça del Diamant, de Mercè Rodoreda, al Teatre Nacional de Catalunya, dirigida per Toni Casares.

Resta del món
- 1762, Castell de Fontainebleau, Regne de França: Se signa el Tractat de Fontainebleau entre França i el Regne d'Espanya pel qual la primera cedeix la Louisiana a Espanya.
- 1990, A Aramoana, Nova Zelanda, David Gray va disparar i matar a 13 persones a la masacre d'Aramoana abans de ser interceptat i matat per la policia.[5]
- 2002, Costes de Fisterra: Comença a enfonsar-se el petrolier Prestige.[6]
- 2008: Cent seixanta-cinc futbolistes professionals bascos renuncien a la selecció nacional si canvia el nom de País Basc pel de Selecció d'Euskadi.[7]
- 2015: Atemptats de París del 13 i 14 de novembre de 2015

## Naixements
Països Catalans
- 1819 - Barcelona: Estanislau Figueras i de Moragas, primer president de govern de la Primera República Espanyola i President del consell de Ministres.
- 1839 - Alcoi, l'Alcoià: Josep Jordà i Valor, músic i compositor valencià (m. 1918).
- 1847 - Vic: Eusebi Molera i Bros, enginyer, arquitecte i urbanista (m. 1932).
- 1908 - Figueres: Filomena Batlle i March, pintora i escultora catalana (m. 1977).[8]
- 1929 - Barcelona: Jaime Gil de Biedma, poeta català en llengua castellana (m. 1990).
- 1948 - Banyoles: Gemma Rigau i Oliver, filòloga i lingüista catalana.[9]
- 1952 - Ivars d'Urgell, el Pla d'Urgell: Maria Mercè Marçal i Serra, escriptora (m. 1998).[10]
- 1959 - Barcelona: Joana Ortega i Alemany, política catalana.[11]
- 1970 - Barcelona, Barcelonès: Neus Munté, política catalana, ex-consellera de la Presidència de la Generalitat de Catalunya.
- 1978 - Barcelona, Alba Ventura, pianista catalana amb una precoç trajectòria concertística.[12]

Resta del món
- 1760 – Jiaqing Emperador de China (d. 1820)
- 354 - Tagaste (Algèria): Agustí d'Hipona, un dels pares de l'Església (m. 430).[13]
- 1125 - Kaifeng (Xina):Lu You (xinès:陆游):de nom literari Fang Weng, i nom de cortesia Wu Guan, un dels més importants i prolífics escriptors xinesos de la dinastia Song meridional o del Sud (m. 1210).[14]
- 1523 - Urbino: Laura Battiferri, poeta italiana del Renaixement (m. 1589).[15]
- 1715 - Quedlinburg, Dorothea Christiane Erxleben, metgessa alemanya, la primera dona a obtenir un doctorat en medicina a Alemanya.[16]
- 1785 - Dorset, Anglaterra: Caroline Lamb, aristòcrata i novel·lista britànica (m. 1828).[17]
- 1786 - Norwich: Sarah Ann Glover, pedagoga musical anglesa, inventora de la tècnica musical Tònic sol-fa (m. 1867).[18]
- 1850 - Edimburg (Escòcia): Robert Louis Stevenson, escriptor escocès (m. 1894).
- 1869 - Wuppertal (Alemanya): Helene Stöcker, pacifista, feminista i publicista alemanya (m. 1943).
- 1874 - Nimes, Llenguadoc-Rosselló, Marguerite Long, pianista francesa.[19]
- 1886 - Hannover, Baixa Saxònia: Mary Wigman, coreògrafa i ballarina alemanya de dansa expressionista.[20]
- 1887 - Głogów, Polònia: Wilhelm Kube, polític nazi, governador de Brandenburg i comissari general de Belarús.
- 1891 - Graz, Estíria, Àustria: Norbertine Bresslern-Roth, pintora, il·lustradora i gravadora austríaca (m. 1978).[21]
- 1912 - Buenos Aires, Argentina: Rodolfo Zubrisky, violinista argentí.
- 1915 - Pavia: Carla Marangoni, gimnasta artística italiana que va competir durant la dècada de 1920 (m. 2018).[22]
- 1924 - Okazaki, Prefectura d'Aichi: Motoo Kimura, genetista japonès conegut per la introducció de la teoria neutralista de l'evolució (m. 1994).
- 1933 - Bucarest / París: Liliane Kandel, sociòloga francesa, antiga membre del Moviment d'Alliberament de les Dones i assagista.
- 1934 - Nova York, Estats Units: Garry Marshall, actor, director, guionista i productor estatunidenc.
- 1936 - Fiesole: Dacia Maraini, escriptora, dramaturga i poetessa italiana.[23]
- 1938 - Marshalltown (EUA): Jean Seberg, actriu nord-americana (m. 1979).
- 1952 - Schwerte, RDA, Rosemarie Trockel, artista alemanya, figura important en l'art contemporani internacional.
- 1955 - Nova York, Estats Units: Whoopi Goldberg, actriu i productora estatunidenca.
- 1957 - 
  - Brisbane, Austràlia: Lisa Gasteen, soprano australiana especialitzada en repertori alemany i especialment de Wagner.
  - Chissano, Districte de Bilene Macia, Gaza, Àfrica Oriental Portuguesa: Verónica Macamo, política i advocada moçambiquesa.
- 1959 - Vejle, Dinamarca: Lene Hau, física danesa.[24]
- 1963 - Bogotà, Colòmbia, María Ángela Holguín, politòloga i diplomàtica colombiana.
- 1964 - Offenbach am Main, Anne Weber, escriptora i traductora alemanya.
- 1967 - Marshall (Minnesota), Estats Units: Steve Zahn, actor estatunidenc.
- 1968 - Adjuntas (Puerto Rico): Maria de Lourdes Santiago Negrón, advocada i política porto-rinquenya.
- 1969 - Mogadiscio, Ayaan Hirsi Ali, política i escriptora neerlandesa d'origen somali, diputada del Parlament neerlandès.
- 1975 - La Corunya, Galícia: Cristina Saavedra, periodista espanyola.
- 1984 - Guantánamo, Cuba, Yargelis Savigne, atleta cubana especialista en salt de longitud i triple salt.

## Necrològiques
Països Catalans
- 1897, Madrid, Espanya: Rafael Maria Liern i Cerach, dramaturg valencià
- 1905, Barcelona: Consuelo Giménez Escuder –Consuelo–, model d'ètnia gitana que retratà reiteradament el pintor Isidre Nonell.
- 1920, Palma, Mallorca: Alexandre de Riquer i Ynglada, intel·lectual i polifacètic artista català: dissenyador, dibuixant, pintor, gravador, bibliòfil, exlibrista, escriptor i poeta
- 1940, Sant Adrià de Besòs: Inés Jiménez Lumbreras, última dona republicana de la Presó de les Corts de Barcelona víctima de la repressió franquista[25]
- 1963, Hertfordshire: Margaret Murray, antropòloga britànica i egiptòloga; investigà a Menorca les restes megalítiques de l'illa[26]

- 2010, Pozuelo de Alarcón, Madrid, Espanya: Luis García Berlanga guionista i director de cinema valencià * 2016, Barcelona: Maria Pilar Busquet i Medan, política aranesa, síndica d'Aran[27]

- 2021, Valènciaː Alfredo Roselló, el Tio Fredo, humorista i cantautor xativí[28]

Resta del món
- 1460, Sagres, Regne de Portugal: Enric el Navegant, infant de Portugal i primer Duc de Viseu
- 1868, Passy-lès-Paris, Segon Imperi Francès: Gioachino Rossini, compositor italià (76 anys).[29]
- 1873, Madrid, Espanya: Eduardo Rosales y Gallina, pintor purista
- 1903, París, França: Camille Pissarro, pintor impressionista[30]
- 1939, Los Angeles: Lois Weber, actriu de cinema mut, guionista, productora i directora cinematogràfica nord-americana[31]
- 1943, París: Maurice Denis, pintor, artista interdisciplinari, crític i teòric de l'art francès.
- 1973: 
  - París: Elsa Schiaparelli, dissenyadora italiana que va dirigir una casa de moda a París[32]
  - Darmstadt, RFA: Bruno Maderna, compositor i director d'orquestra italià
  - Saranac Lake, Lila Lee, estrella de cinema durant l'època del cinema mut[33]
- 1974, Neuilly-sur-Seine, França: Vittorio de Sica, director de cinema neorealista italià i actor
- 1975, Leningrad: Olga Bergholz, poetessa soviètica i russa, prosista, dramaturga[34]
- 1992, Aravaca, Espanya: Lucrecia Pérez, immigrant dominicana a Madrid, víctima de racisme i xenofòbia, el primer cas reconegut com a tal a Espanya
- 1994, Prefectura de Shizuoka, Japó: Motoo Kimura, genetista japonès conegut per la introducció de la teoria neutralista de l'evolució
- 1996, Sydney, Austràlia: Bobbie Vaile, astrofísica i professora de física australiana
- 2008, Ciutat de Mèxic, Mèxic: Paco Ignacio Taibo I, escriptor i periodista mexicà.
- 2011, Madrid: Esperanza Pérez de Labrador, militant argentina pels drets humans, integrant del moviment Madres de Plaza de Mayo.[35]

## Festes i commemoracions
Santoral: sants Mitre d'Ais, màrtir; Leandre de Sevilla, bisbe; Estanislau Kostka, jesuïta; sant Eugeni de Toledo, bisbe; Papa Nicolau I; Abó de Fleury, abat benedictí; Homobó de Cremona, laic; beats Maria Giner i Gomis, Robert Montserrat Beliart, màrtirs (1936).